# Abdelaziz Messioui
Abdelaziz Lemsioui, né en 1944 à Marrakech et mort le 4 avril 2011 à Casablanca, est un homme politique, syndicaliste et dirigeant sportif marocain. Il a été secrétaire d'État auprès du ministre des Affaires étrangères, chargé des relations avec l'Union du Maghreb arabe dans le gouvernement Filali II de janvier 1995 à août 1997.

## Parcours politique
Abdelaziz Messioui a été militant à la Confédération démocratique du travail de Settat. Il a été pendant 18 ans député au sein du parlement marocain sous les couleurs de l'Union constitutionnelle et vice-président de la Chambre des représentants entre 1997 et 2002. 
Il a également été président de la région Marrakech-Tensift-Al Haouz de 1997 à 2000.

## Dirigeant sportif
Abdelaziz Messioui a occupé plusieurs fonctions au sein du comité du Raja Club Athletic, et il a été également un haut responsable à la Fédération royale marocaine de football.